# 品川区立伊藤学園
品川区立伊藤学園（しながわくりついとうがくえん）は、東京都品川区大井にある公立の義務教育学校である。小中一貫校の「品川区立小中一貫校伊藤学園」としては2007年4月に開校。“伊藤”という校名は、近隣の別邸で晩年を過ごした伊藤博文に由来している。

## 概要
2007年に品川区立原小学校と品川区立伊藤中学校を一体化し小中一貫校として開校。校舎は伊藤中学校の校地に全面新築した。校舎棟は地上5階地下2階建てになっており、アリーナ棟に体育館が二つ設置されている。5階には温水プールが設けられている。
2003年に小中一貫特区として認定され、品川区の全小中学校が特区研究開発学校として研究を開始し、2006年に区立第二日野小学校と区立日野中学校が「品川区立小中一貫校日野学園」（現・品川区立日野学園）として初めて一体化した。本校は品川区では2番目の小中一貫校となる。
2016年4月、品川区立原小学校と品川区立伊藤中学校を正式に廃止し、義務教育学校「品川区立伊藤学園」を設置した。

### 併設施設
- すまいるスクール伊藤学園

## 校訓
自主求道・切磋琢磨・至誠一貫

## 交通
所在地
〒140-0014 東京都品川区大井5丁目1-37番地
最寄り駅
JR横須賀線・湘南新宿ライン「西大井駅」

## 著名な出身者
品川区立伊藤中学校
- 郷ひろみ（歌手）
- 真田広之（俳優）
- 鈴木あきえ（タレント）

伊藤学園中学校
- 永井花奈（プロゴルファー）